# Circobotys cryptica
Circobotys cryptica là một loài bướm đêm trong họ Crambidae.